# كيركلاند (نيويورك)
كيركلاند (بالإنجليزية: Kirkland, New York) هي بلدة أمريكية تقع في الولايات المتحدة في مقاطعة أونيدا، نيويورك. يقدر عدد سكانها بـ 10,315 نسمة ومساحتها 87.7 كم2 وترتفع عن سطح البحر 210 متر.